# Genisteína

Estrutura da genisteína.

A genisteína é um fitoestrogênio, de formula C15H10O5, que pertence à categoria das isoflavonas. A genisteína foi isolada pela primeira vez em 1899, a partir da vassoura-de-tintureiro, Genista tinctoria; daí, o nome químico, derivado do genérico. O composto do núcleo foi estabelecido em 1926, quando se verificou ser idêntico ao prunetol. Foi sintetizado quimicamente em 1928.

## Ocorrências naturais
Isoflavonas, como a genisteína e a daidzeína, são encontradas em uma série de plantas, incluindo tremoço, fava, soja, kudzu e Psoralea, atuando como a principal fonte energética. São encontradas também em plantas fitoterápicas, em Flemingia vestita , F. Macrophylla e no café. Também podem ser encontradas na Maackia amurensis e em outras culturas celulares.

## Extração e purificação
A maioria das isoflavonas nas plantas estão presentes numa forma glicosilada. As formas não glicosiladas, agliconas, podem ser obtidas através de diversos meios, tais como: o tratamento com o enzima β-glicosidase; o tratamento de grãos de soja, seguido por extração com solvente ácido; ou por meios químicos, como a sintese. O tratamento com ácido é um método rigoroso, que envolve a utilização de compostos perigosos, como ácidos inorgânicos concentrados. Tanto o tratamento enzimático, quanto a síntese química, são dispendiosos.

## Efeitos biológicos
Além de atuar como antioxidantes e anti-helmínticos, foi-se demonstrado que muitas isoflavonas são capazes de interagir com receptores de estrogênio de animais e humanos, causando efeitos similares aos do hormônio estrogênio natural. As isoflavonas também produzem efeitos não-hormonais.

### Funções biomoleculares
A genisteína influencia várias funções bioquímicas em células vivas:
- agonista total de ERβ (EC50 = 7,62 nM) e, em muito menor extensão (aproximadamente 20 vezes menos), agonista total [10] ou agonista parcial de ERα [11];
- agonista do receptor de estrogênio acoplado à proteína G (afinidade de 133 nM) [12][13];
- ativação de receptores ativados por proliferadores de peroxissoma (PPARs);
- inibição de várias tirosina quinases;
- inibição da topoisomerase;
- inibição de AADC;
- antioxidação direta com alguns recursos proxidativos;
- ativação da resposta antioxidante Nrf2;
- estimulação da autofagia [14][15][16];
- inibição do transportador de hexose de mamíferos, a GLUT1;
- contração de vários tipos de músculos lisos;
- modulação do canal CFTR, potencializando sua abertura em baixas concentrações e inibindo-o em doses maiores;
- inibição da metilação da citosina;
- inibição da DNA metiltransferase [17];
- inibição do receptor de glicina;
- inibição do receptor nicotínico de acetilcolina [18].

### Ativação de PPARs
As isoflavonas genisteína e daidzeína ligam-se e transativam todas as três isoformas PPAR: α, δ e γ. Por exemplo, o ensaio de ligação do PPARγ ligado à membrana mostrou que a genisteína pode interagir diretamente com o domínio de ligação do ligante PPARγ, e tem um Ki mensurável de 5,7 mM. Ensaios de repórter do gene mostraram que a genisteína em concentrações entre 1 e 100 uM ativou PPARs de uma forma dependente da dose em células progenitoras mesenquimais KS483, células MCF-7 de câncer de mama, células T47D e células MDA-MD-231, células RAW 264.7 semelhantes a macrófagos murinos , células endoteliais e em células Hela. Vários estudos mostraram que ambos os ERs e PPARs influenciam um ao outro e, portanto, induzem efeitos diferenciais de uma forma dependente da dose. Os efeitos biológicos finais da genisteína são determinados pelo equilíbrio entre essas ações pleiotróficas.

### Inibidor da tirosina quinase
A principal atividade conhecida de genisteína é inibidor da tirosina quinase , a maioria de receptor do fator de crescimento epidérmico (EGFR). Tirosina quinases são menos difundido do que o seu ser / thr homólogos, mas implicado em quase todo o crescimento celular e cascatas de sinais de proliferação.

### Redox-ativo — Não apenas antioxidante
A genisteína pode atuar como antioxidante direto, semelhante a muitas outras isoflavonas e, portanto, pode aliviar os efeitos danosos dos radicais livres nos tecidos.
A mesma molécula de genisteína, semelhante a muitas outras isoflavonas, por geração de radicais livres envenena a topoisomerase II, uma enzima importante para manter a estabilidade do DNA.
As células humanas ativam o fator Nrf2 de desintoxicação benéfico em resposta ao insulto da genisteína. Esta via pode ser responsável pelas propriedades de manutenção da saúde observadas de pequenas doses de genisteína.

### Anti-helmíntico
O extrato de casca de tubérculo de raiz da planta leguminosa Felmingia vestita é o anti-helmíntico tradicional das tribos Khasi da Índia. Durante a investigação de sua atividade anti-helmíntica, descobriu-se que a genisteína é a principal isoflavona responsável pela propriedade de desparasitação. A genisteína foi subsequentemente demonstrada ser altamente eficaz contra parasitas intestinais, como o cestódeo de aves Raillietina echinobothrida, o trematódeo de porco Fasciolopsis buski, e o verme de fígado de ovelha Fasciola hepatica.
Ele exerce sua atividade anti-helmíntica inibindo as enzimas da glicólise e glicogenólise, e perturbando a homeostase do Ca2+ e a atividade do NO nos parasitas. Também foi investigado em tênias humanas, como Echinococcus multilocularis e E. granulosus metacestodes, que a genisteína e seus derivados, Rm6423 e Rm6426, são cestocidas potentes.

### Receptor de estrógeno
Devido à sua estrutura similar a 17-β-estradiol (estrogênio), a genisteína pode competir com ela e se ligar aos receptores de estrogênio. No entanto, a genisteína demonstra maior afinidade ao receptor de estrogênio β do que ao receptor de estrogénio α.
Dados de pesquisas in vitro e in vivo confirmam que a genisteína pode aumentar a taxa de crescimento de alguns cânceres de mama que expressam RE. Foi descoberto que a genisteína aumenta a taxa de proliferação de câncer de mama dependente de estrogênio quando não co-tratada com um antagonista de estrogênio. Ela também diminuiu a eficiência do tamoxifeno e do letrozol - medicamentos comumente usados na terapia do câncer de mama.  Descobriu-se que a genisteína inibe a resposta imunológica às células cancerosas, permitindo sua sobrevivência.

### Efeitos no sexo masculino
As isoflavonas podem atuar como fitoestrógeno em mamíferos, podendo causar efeitos estrogênicos e/ou antiestrogênicos. Estudos in vitro têm demonstrado que a genisteína induzir apoptose das células testiculares em certos níveis, elevando preocupações sobre os efeitos que poderia ter sobre a fertilidade masculina; entretanto, um estudo descobriu que as isoflavonas não tiveram "nenhum efeito observável nas medições endócrinas, volume testicular ou parâmetros de sêmen durante o período de estudo" em homens saudáveis que receberam suplementos de isoflavona diariamente durante um período de 2 meses.

### Potencial cancerígeno e tóxico
A genisteína foi, entre outros flavonóides, considerada um forte inibidor da topoisomerase, de forma semelhante a algumas drogas quimioterápicas anticâncer. etoposídeo e doxorrubicina. Em altas doses, ele foi fortemente tóxico para células normais. Esse efeito pode ser responsável pelo potencial anticarcinogênico e carcinogênico da substância. Descobriu-se que ele deteriora o DNA de células-tronco do sangue em cultura, o que pode causar leucemia. Suspeita-se que a genisteína entre outros flavonóides aumenta o risco de leucemia infantil quando consumida durante a gravidez.

### Tratamento da Síndrome de Sanfilippo
A genisteína diminui a acumulação patológica de glicosaminoglicanos na síndrome de Sanfilippo. in vitro os estudos clínicos e experiências com animais sugerem que os sintomas da doença podem ser atenuadas por dose adequada de genisteína. A genisteína foi encontrada também possuem propriedades tóxicas em relação a células do cérebro. Entre muitas vias estimuladas por genisteína, autofagia pode explicar a eficácia observada da substância como autofagia é significativamente prejudicada na doença.